# Православна енциклопедия
„Православна енциклопедия“ (на руски: Православная энциклопедия) е специализирана енциклопедия, издадена от Църковно-научния център „Православна енциклопедия“. Ръководител и главен редактор на тази център от основаването му е Сергей Кравец. Като цели на изданието са заявени:
- да се даде изчерпателна информация за двехилядолетната история и съвременното състояние на вселенското православие;
- да запознае читателя с други християнски деноминации, нехристиянски религии, както и с феномените на науката, културата, философията, изкуството, политиката, свързани по един или друг начин с религията.[4]

В работата по създаването на енциклопедията участват преподаватели от духовните школи на Руската православна църква, институти на Руската академия на науките, Москвския, Санктпетербургския и редица регионални университети, синодалните комисии и отдели на Московската патриаршия, а също и изследователски центрове в САЩ, Гърция, Италия, представители на другите поместни православни църкви.
Общо е планирано издаването на 75 тома. През октомври 2024 година са издадени 73 тома. Електронната версия на „Православната енциклопедия“ решава въпроса с достъпността и актуализирането на информацията.

## Създаване
В края на 1990 година по инициатива на игумен Андроник Трубачов в Москва създадено издателство на Валаамски манастира „Преображение Гоподне“. През февруари 1991 година патриарх Алексий II Московски издава указ за създаване на Валаамско издателство, което затвърждава правния му статут. От самото начало на своята дейност издателството се занимава с публикуването на сериозни научни и исторически трудове. Публикувани са паметници на раннохристиянската и древноруската литература, които стават класически произведения на предреволюционните църковни учени, които трябва да бъдат върнати на читателя от края на ХХ век. През 1993 година взето решение да се издаде за 850-годишнината на Москва фундаментална „История на Руската църква“ въз основа на известния труд на митрополит Макарий Булгаков. Без да се ограничават до преиздаването на тази работа, те се стремяха в допълнителните статии за периода XVII – XX век да включим и коментари на съвременни учени от Руската академия на науките, Московския университет и др., които притежават едновременно безспорни научноизследователски качества и църковно съзнание. Общото ръководство на проекта за издаване на „История на Руската църква“ бе осъществено от патриарха Алексий II. Този проект работеше със стабилната подкрепа на тогавашния кмет на Москва Юрий Лужков.
Тъй като публикуването на „История на Руската църква“ се приближаваше до своето заключение, възникна въпросът: какво да правим по-нататък? Как да запазим уникалния, добре доказан по отношение на изследователската дейност колектив от светски и църковни учени от около двадесет души? Според Сергей Кравец, "Нова задача за него изявление от само себе си: вече като се започне от средата на XIX век преди Православна Църква, а не само пред Руската Църква, а пред всички поместни Православни Църкви, е трудна, но така и не са постигнати цел е създаването на основен набор от знания под формата на "Православна енциклопедия“». Във връзка с изданието, през 1996 г. имахме знаменателна среща с патриарх Алексий ІІ. Така издателството на Валаамския манастир се преобразува в Църковно-научен център за подготовка и издаване на „Православна енциклопедия“.
На 10 октомври 1996 година Светият синод на Руската православна църква одобрява проекта за издание на 25-томната Православна енциклопедия. За реализацията на проекта са сформирани наблюдателен съвет, настоятелен съвет, църковно-научен съвет, научно-редакционен съвет и асоциация на благодетелите.
Както отбеляза Сергей Кравец, „основните параметри на предстоящата работа по „Православната енциклопедия“ бяха определени още през 1997 година. От самото начало енциклопедията се планира като издание, което далеч излиза извън рамките на православния свят: в него трябва да бъдат представени основни данни за всички християнски конфесии и други вероизповедания, значителни материали от областта на философията, морала, етиката, изкуството, музиката. Изданието трябваше да стане не толкова енциклопедия на самото православие, колкото енциклопедия на православния възглед за света на човешкия дух, за цялата хуманитарна сфера на живота“.
На 19 февруари 1998 година се състои първото заседание на научно-редакционния съвет под председателството на патриарх Алексий II. Съветът одобрява тематичното разделение на енциклопедията и определя сроковете на нейното създаване, изхождайки от необходимостта да се пусне първи том на 2000-годишнината от Рождество Христово. В допълнение са обсъдени въпроси на взаимодействието с църковни и светски научни институции, епархиите на Руската православна църква, а също и с братските поместни църкви.
Започвайки работа по енциклопедията, авторите разчитаха да се опрат на недовършената „Православна богословска енциклопедия“ на Александър Лопухин и Николай Глубоковски, както и на гръцката „Религиозна и етична енциклопедия“. Но още при работата върху речника на енциклопедията става ясно, че сведенията, дадени в „Православната богословска енциклопедия“, въпреки високата им научна стойност, са остарели, а данните от гръцката енциклопедия имат толкова тясно национален характер, че не може да се използват като основен източник за създаване на замисления общеправославен енциклопедичен свод.
В 1999 година е подготвен първия неазбучен том „Руска православна църква“ и е завършена работата по енциклопедичния речник. Общо за изданието първоначално са планирани 25 тома (включително неазбучния), а проектът се очаква да бъде завършен до 2012 година.

## Издаване
В годината на 2000-годишнината от Рождество Христово излиза неазбучният том на енциклопедията, посветен на Руската православна църква. Неговото представяне се състои на 6 май в катедралния храм „Христос Спасител“ в Москва. На 23 ноември на същата година в храма „Свети Николай“ в Толмачи патриарх Алексий II отслужва благодарствен молебен по повод излизането на първия азбучен том на енциклопедията.
На 16 март 2001 година с указ на патриарх Алексий II е създаден Обществен съвет за подкрепа на „Православната енциклопедия“ и в същия ден се провежда първото му заседание.
През май 2004 година патриарх Алексий II на заседание на съветите за издаване на православната енциклопедия, обявява, че броят на томовете ще се увеличи с пет или шест и ще достигне 30..
През 2005 година на съвместно заседание на съветите към Църковно-научния център „Православна енциклопедия“ е поставена задачата да се премине към издаването на три азбучни тома годишно. Увеличаването на натоварването на авторите един и половина пъти изисква решителни мерки. През март 2006 година патриарх Алексий II изпраща до всички духовни академии на Руската православна църква циркулярни писма с предложение да обсъдят на академичните съвети необходимостта от рязко засилване на участието в работата по издаването на православната енциклопедия. Патриархът предлага духовните академии да включат в списъка на темите за писане на дипломни и кандидатстудентски работи темите на бъдещите статии на „Православната енциклопедия“. Взето е и решение за възможността да се разглеждат големи блокове от статии в енциклопедията като научни трудове при присъждането на степен. Общият обем на изданието се очаква да бъде 3000 авторски листа, а енциклопедията ще включва повече от 70 000 статии в 30 тома. Завършването на изданието е планирано за 2015 година.
През март 2009 года след съвместно заседание на обществения, надзорния и попечителския съвет по изданието на „Православната енциклопедия“, е обявено, че издаването на енциклопедията ще продължи, въпреки икономическите трудности.
На 25 февруари 2014 година на 26-о съвместно заседание на надзорния, обществения и настоятелския съвет и представянето на XXXI – XXXIII том на енциклопедията е обявено, че е взето „много важно и много сложно в изпълнение решение за преминаване към отпечатване на четири тома на година“.
На 11 март 2015 година патриарх Кирил обявява, че са планирани 55 тома и посочва, че „на всеки три месеца авторските и научно-редакционните колективи на „Православната енциклопедия“, довеждат до публикация 120 авторски листа научен текст“.
На 24 март 2016 година патриарх Кирил представя XXXVII – XC, отбелязвайки, че изданието е преодоляло „съдбовната черта“ – буквата К, на която спира изданието на додреволюционната „Православна богословска енциклопедия“.
На 6 април 2017 година в Сергиевата зала на трапезарията на храма "Христос Спасител" се състоя представянето на 41-44 тома, издадени през 2016 година, както и на 45-ия том, издаден през 2017 гожина. Патриарх Кирил отбеляза, че това е първият път, когато са представени наведнъж пет тома.
На 6 юни 2018 година се проведе 30-то заседание на Надзорния, обществения и настоятелския съвет за издаване на "православна енциклопедия". Бяха представени 45-48-ия азбучен тома.
19 март 2019 г. в катедралния храма "Христос Спасител" в Москва се проведе 31-то на съвместно заседание на надзорния, на обществения и правен съвета за публикуването на "Православна енциклопедия" и представяне на 49-52-ти нови тома на енциклопедията.